# Остаточный диск

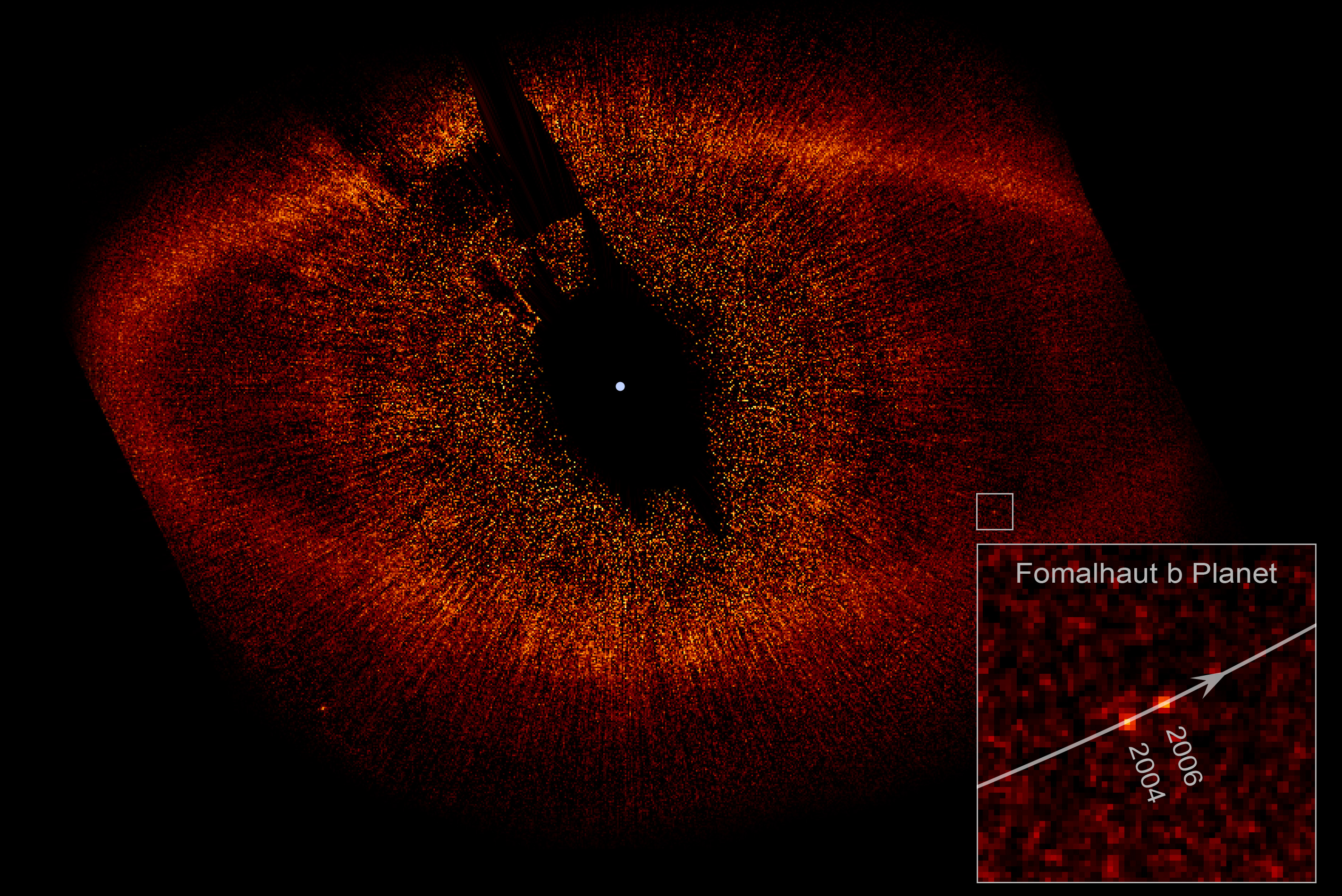
Фотография остаточного диска вокруг Фомальгаута. Внутренний край диска, возможно, был сформирован орбитой планеты Фомальгаут b (снизу справа). Снимок сделан коронографом телескопа Хаббл (NASA).

Остаточный диск (англ. debris disk) — околозвёздный диск из пыли и обломков на орбите вокруг звезды. Такие диски могут являться фазой в формировании планетной системы, следующей за фазой протопланетного диска. По другой версии, они создаются и поддерживаются остатками столкновений между планетезималями.
К 2001 году найдены более 900 звёзд-кандидатов с пылевым диском.
Подобные диски были найдены как вокруг старых, так и вокруг молодых звезд; так же как минимум один диск наблюдается на орбите вокруг нейтронной звезды. Иногда эти диски содержат заметные кольца, как на изображении Фомальгаута справа. 
У наиболее изученных дисков радиус равен 10—100 а. е.; они напоминают пояс Койпера, но с намного большим количеством пыли. Пылевой диск также часто соответствует главному поясу астероидов в Солнечной системе. В некоторых дисках имеется зона нагретой пыли, расположенная в пределах 10 а. е. от центральной звезды. Эту пыль иногда называют экзозодиакальной пылью, по аналогии с зодиакальной пылью в Солнечной системе.
Обычно диск обнаруживают, исследуя звёздную систему в инфракрасном спектре и находя избыток ИК-излучения сверх излучения, испускаемого звездой. Этот избыток вызван поглощением диском излучения звезды и последующим переизлучением в инфракрасном диапазоне.

## История наблюдений
В 1984 году спутником IRAS был обнаружен пылевой диск на орбите вокруг звезды Вега. Первоначально полагали, что это протопланетный диск, но теперь предполагают остаточный диск из-за отсутствия газа в диске. Впоследствии в диске были найдены неоднородности, которые могут указывать на присутствия планетных тел. Подобные открытия дисков были сделаны вокруг звезд Фомальгаут и Бета Живописца.
К 1998 году пылевой диск был обнаружен вокруг одной из ближайшей к Солнечной системе звезды — 55 Рака; в системе которой, как также известно, содержится пять планет. Структура пылевого диска в системе Эпсилон Эридана также предлагает возмущения планетным телом на орбите вокруг звезды; используя эту информацию, можно будет предположить массу и орбиту планеты.

## Происхождение
Типичные пылевые диски состоят из малых гранул, размером в 1—100 мкм. Излучение от звезды может служить причиной падения по спирали этих частиц на звезду из-за эффекта Пойнтинга — Робертсона, так что срок жизни диска будет порядка 10 млн лет или меньше. Таким образом, чтобы диск оставался целым, необходим процесс непрерывного пополнения диска. Это может быть, например, столкновения между большими телами. И это может происходить на непрекращающейся основе — столкновения между всё менее малыми телами.
Чтобы в пылевом диске происходили столкновения, тела должны быть гравитационно возмущены в достаточной степени, чтобы порождать относительно большие скорости столкновений. Такие возмущения может вызвать планетная система у звезды, а также компаньон двойной звезды или близкий проход другой звезды.

## Известные пояса
Пояса пыли или обломков были обнаружены вокруг следующих звезд:
| Звезда                | Спектральный класс | Расстояние до звезды, св. лет | Орбита, а. е. |
| --------------------- | ------------------ | ----------------------------- | ------------- |
| Эпсилон Эридана       | K2V                | 10,5                          | 35—75         |
| Тау Кита              | G8V                | 11,9                          | 35—50         |
| Вега                  | A0V                | 25                            | 86—200        |
| Фомальгаут            | A3V                | 25                            | 133-158       |
| 51 Змееносца          | B9                 | 131                           | 0,5-1200      |
| AU Микроскопа         | M1Ve               | 33                            | 50—150        |
| HD 69830              | K0V                | 41                            | <1            |
| 55 Рака A             | G8V                | 41                            | 27—50         |
| Пи¹ Большой Медведицы | G1.5Vb             | 46,5                          | ?             |
| HD 139664             | F5IV-V             | 57                            | 60—109        |
| Эта Ворона            | F2V                | 59                            | 100—150       |
| HD 53143              | K1V                | 60                            | ?             |
| Бета Живописца        | A6V                | 63                            | 25—550        |
| Дзета Зайца           | A2Vann             | 70                            | 2—8           |
| HD 92945              | K1V                | 72                            | 45—175        |
| HD 107146             | G2V                | 88                            | 130           |
| HR 8799               | A5V                | 129                           | 75            |
| HD 12039              | G3-5V              | 137                           | 5             |
| HD 98800              | K4V                | 150                           | 1             |
| HD 15115              | F2V                | 150                           | 315—550       |
| HR 4796 A             | A0V                | 220                           | 200           |
| HD 141569             | B9.5e              | 320                           | 400           |
| HD 113766 A           | F4V                | 430                           | 0,35—5,8      |

Орбита пояса — предполагаемое среднее расстояние или предполагаемый диапазон, базирующиеся или на прямом измерении изображений или полученные из температуры пояса. Для справки — среднее расстояние Земли от Солнца равно 1 а. е.